# Río Magdalena
El río Magdalena, también llamado río Grande de la Magdalena,es una corriente de agua continua de Colombia que nace en el departamento del Huila y desemboca en el mar Caribe. Es navegable desde Honda, Tolima, hasta su desembocadura, y su principal afluente es el río Cauca. Su cuenca ocupa el 24 % del territorio continental del país. En ella están 11 departamentos de Colombia: Magdalena, Atlántico, Bolívar, Cesar, Antioquia, Santander, Boyacá, Cundinamarca, Caldas, Tolima y Huila, en los cuales vive el 80 % de la población colombiana y se produce el 85 % del PIB nacional.
Es considerada la principal arteria fluvial del país pese a no ser el río más largo ni el más caudaloso, en lo que es superado por el Putumayo, el Caquetá, el Meta y el Guainía, sin contar el Orinoco y el Amazonas, ríos con los que el país hace frontera. La primera capital departamental que atraviesa es Neiva.
En 2006, el río Magdalena fue nominado como símbolo cultural de Colombia en el concurso organizado por la revista Semana con el apoyo de Caracol TV, el Ministerio de Cultura y Colombia es pasión.

## Denominaciones indígenas
Las poblaciones indígenas utilizaban y adoraban las aguas del río, por eso en la parte baja de su nacimiento le llamaban Caripuaña, que significa «el río Grande»; en la parte central de su recorrido, las tribus del lugar Tora, lo llamaban Arli, que traduce «el río del Pez» o «el río del Bocachico». Al nacer el río en la montaña, los Muiscas lo  conocían como Yuma, o «río del país amigo y de las montañas». Se dice que algunas tribus le llamaban Guacahayo o «río de las tumbas», pues en sus aguas arrojaban a sus muertos. Otra denominación del río utilizada por Los Caribes era Karacalí, que significa «Gran rio de los caimanes».

## Historia
El río Magdalena, gracias a su posición geográfica entre las ramas andinas del norte de Sudamérica, fue desde tiempos precolombinos ruta de incursión hacia el interior de lo que hoy es Colombia y seguramente hacia el sur de la misma como Ecuador. Las culturas caribes, por ejemplo, penetraron muy probablemente por el río, así como otras culturas influyentes venidas del norte y Mesoamérica.
De la misma manera, los conquistadores españoles que llegaron a lo que hoy es Colombia a principios del siglo XVI usaron el río para adentrarse al interior de un país agreste y de un relieve difícil. El descubrimiento por parte de los colonizadores se le atribuye a Rodrigo de Bastidas el 1 de abril de 1501, día de Santa María Magdalena, nominando al río con dicho nombre. En 1529, Jerónimo de Melo, portugués enviado por el gobernador de Santa Marta, García de Lerma, realizó la primera entrada por el río.
En tiempo del Nuevo Reino de Granada, el río no fue menos importante. Este fue la única vía por la que la capital Virreinal, Santa Fe de Bogotá, se comunicaba con el importante puerto de Cartagena de Indias y por ende con Europa. En su desembocadura, el río servía de frontera entre las provincias de Santa Marta y Cartagena.
Las luchas de independencia no descuidaron el río. Los ejércitos beligerantes navegaron por el río en la búsqueda del dominio absoluto y político. La novela El general en su laberinto del escritor colombiano Gabriel García Márquez contiene una descripción de lo que significaba el río para el tiempo y sus gentes.
El advenimiento de los ferrocarriles, la construcción de carreteras que dominaron el difícil relieve andino y la aviación hicieron que el río perdiera su dominio absoluto sobre el discurrir nacional en materia de transporte e intercambio. Pero la época moderna no pudo hacer perder la importancia que tiene el río más grande de la geografía nacional.

## Geografía

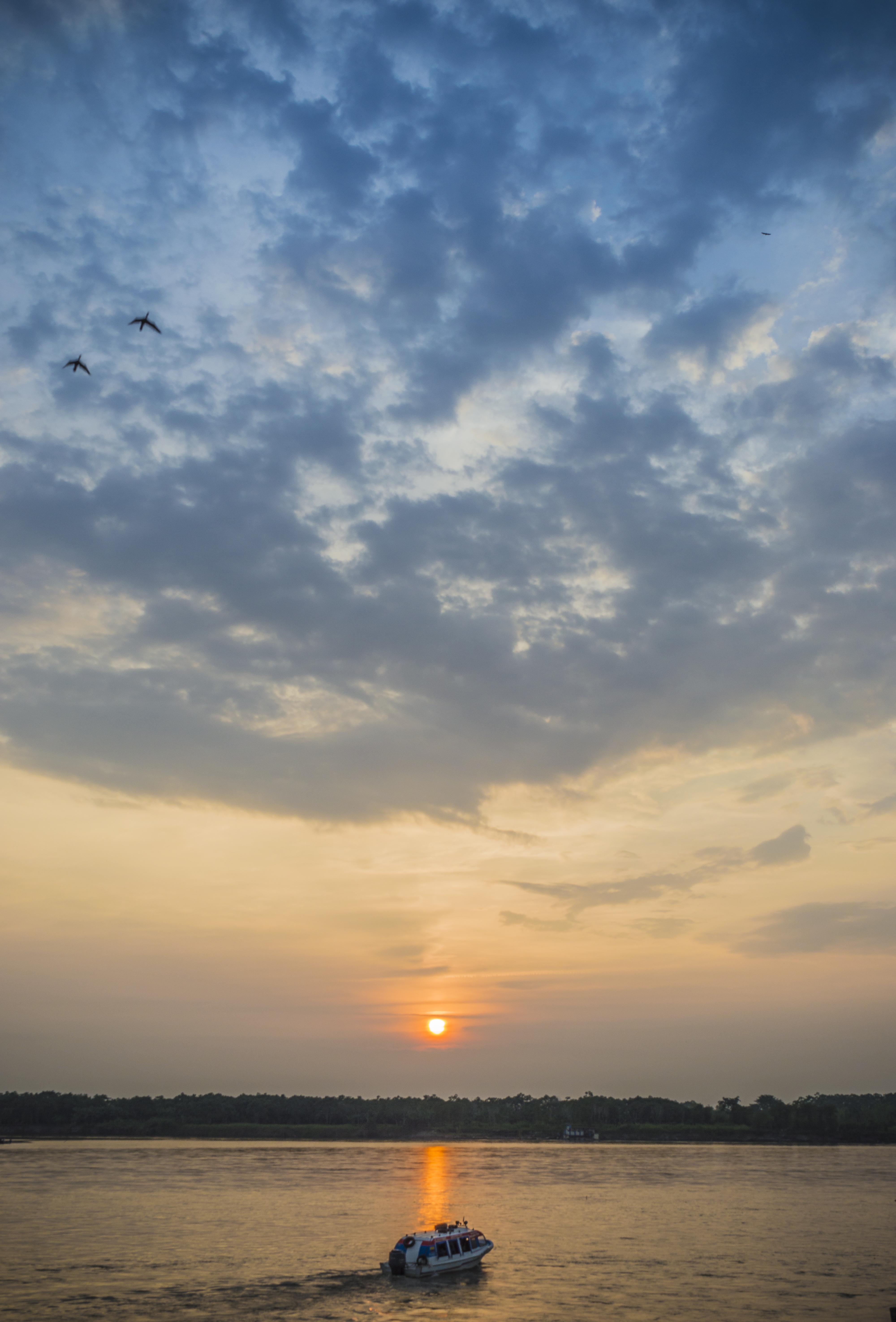
Atardecer sobre el río Magdalena en el muelle de Barrancabermeja.

El río Magdalena nace en suroeste de Colombia, en la cordillera de los Andes, específicamente en el departamento del Huila, en el Eje Central del macizo colombiano. Atraviesa el país por el occidente de sur a norte, en un recorrido de unos 1540 km entre las cordilleras Central y Oriental de los Andes colombianos, conformando un valle que a su vez es un corredor vial que llega al litoral del mar Caribe. Nace, concretamente, a una altitud de 3685 metros, en la laguna de la Magdalena en el páramo de las Papas, en el sur del Parque nacional Natural Puracé, en el límite entre los departamentos del Huila y el Cauca.
El río posee una cuenca de 257.440 km², lo que supone un 23% de toda la superficie de Colombia, atravesando un total de 728 municipios en los que vive el 80% de la población colombiana aproximadamente. La cuenca del río es la gran reserva de hidrocarburos del país en su parte media (Magdalena Medio).
Navegable unos 990 km, desde Honda (Tolima), pasando por La Dorada (Caldas), Puerto Salgar, Puerto Boyacá, Puerto Berrio, Barrancabermeja, Gamarra, Regidor, El Banco, Magangué, Zambrano, Calamar, Salamina y culminando en Barranquilla. El río es la principal ruta fluvial de Colombia. 
Río arriba, luego de pasar por Neiva, llega al municipio de Girardot, donde empieza a ser contaminado por la desembocadura del río Bogotá. Pasa por el histórico puerto de Honda y desde La Dorada comienza el valle del Magdalena Medio, pasando por el puerto de Barrancabermeja hasta el puerto de Gamarra, donde comienza una serie de pequeños brazos como los de Morales y Papayal hasta la población de El Banco; ahí el río se adentra en la Depresión Mompoxina formando la isla de Mompox o Margarita con los brazos de Loba y Mompox respectivamente. En esa zona a la altura del municipio de Pinillos recibe las aguas del río Cauca. Más adelante, río abajo se encuentran las bifurcaciones del canal del Dique y el caño Ciego.[cita requerida]
En su desembocadura en el mar Caribe, conocida como Bocas de Ceniza, a 7,5 km de Barranquilla, se construyó una de las más grandes obras de ingeniería del país. La desembocadura fue modificada y extendida hacia el mar por medio de tajamares que permiten mantener un calado necesario para el ingreso de buques de gran tamaño. Esto debido a que el río deposita 500 000 m³ de sedimento por trimestre.
El río posee una cuenca de unos 250 000 km², la cual es la gran reserva de hidrocarburos del país en su parte media (Magdalena Medio).
El afluente principal del río Magdalena es el río Cauca, y tiene innumerables afluentes a lo largo y ancho de su recorrido que aportan caudal a sus aguas.

### Desviación del cauce
A la altura del El Banco, al sur del Magdalena, se desvía por el brazo de Loba, el cual es notorio en el aumento de su envergadura brindando así mayor longitud total, pasando por Magangué, aislando así a Santa Cruz de Mompox, cuyo cauce original a la altura del último mencionado se ve notoriamente reducido.
Más adelante, el río coge dos ramales, el canal del Dique (a la altura del municipio de Calamar) y el caño Ciego (en el departamento del Magdalena).

### Formación
El río Magdalena comenzó a formarse hace 25 millones de años, durante el  Oligoceno, cuando las  cordilleras Oriental y  Central  cerraron el Portal Trans-Andino que comunicaba los drenajes con la cuenca  Amazónica.
La formación del río Magdalena terminó hace 2 millones de años, a finales el  Plioceno. Su curso ha sufrido diferentes variaciones, así como ha desembocado en distintos sitios:
1. Bahía Portete, Guajira.
2. Fundación-Ariguaní.
3. Luruaco, canal del Dique, ciénagas del Guájaro, del Totumo, de Luruaco, de Tocagua. Allí se levantó la cordillera occidental en la orogenia preandina hacia el Mioceno y mediados del Terciario.
4. Canal del Dique.
5. Río Viejo.
6. Bocas de Ceniza. Antes fue cauce la zona del barrio Campo Alegre de Barranquilla.

La ribera del Magdalena corresponde un terreno franco-arcilloso, abundante en limos fluviales aluviales.

### Principales afluentes

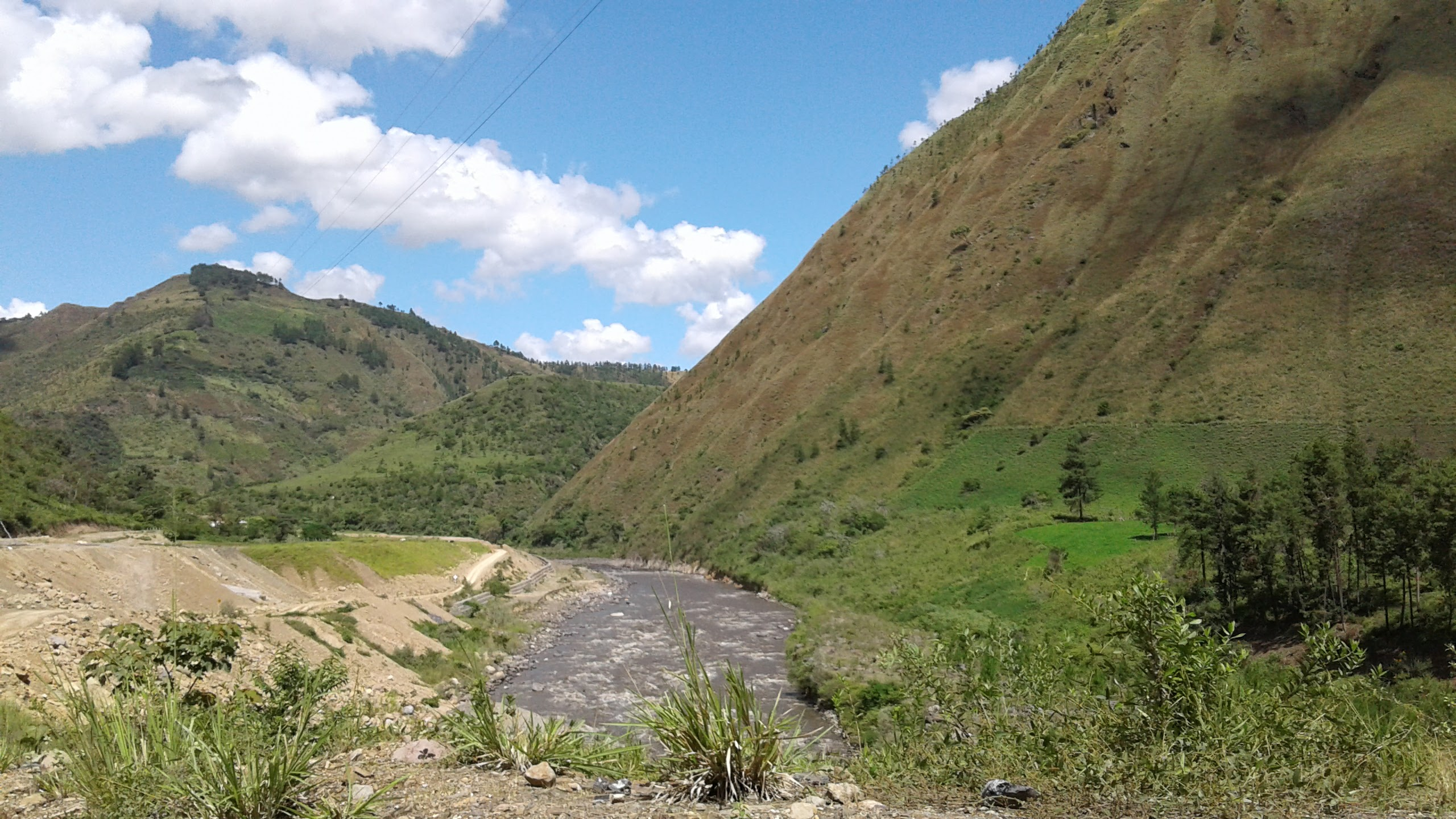
Río Páez

- Río Cauca: principal tributario del Magdalena, nace en los Andes colombianos y desemboca cerca de la ciudad de Barrancabermeja.
- Río Nare: Se origina en la Cordillera central de los Andes colombianos y desemboca cerca de Puerto Nare.
- Río Lebrija: formado en la confluencia de los ríos Suratá y Río de Oro, en la Cordillera Oriental, se une al Magdalena cerca de la Loma de Corredor (distrito del departamento de El Banco) y Puerto Wilches, departamento de Santander.
- Río San Jorge. Nace en el parque nacional de Paramillo y atraviesa las montañas de San Gerónimo y Ayapel antes de desembocar en el río Cauca en el departamento de Sucre.
- Río La Miel. Nace en la Cordillera Central y fluye de sur a norte antes de unirse al Magdalena en La Dorada.
- Río Cabrera. Nace en la Cordillera Oriental, fluye de sur a norte y se une al Magdalena cerca de Honda. Tiene una cuenca de 2863 km2, en el extremo norte del departamento del Huila, sobre los municipios de Colombia, Baraya y Villavieja en el Huila, y Alpujarra y Dolores, en Tolima.[8]
- Río Sogamoso. Formado en la confluencia de los ríos Chicamocha y Suárez, en la Cordillera Oriental, fluye hacia el norte y se une al Magdalena cerca de Barrancabermeja.
- Río Carare. Nace en la Cordillera Oriental, fluye hacia el norte y se une al río Sogamoso cerca de Puerto Parra.
- Río Cesar: Nace en la Sierra Nevada de Santa Marta, fluye hacia el norte y se une al Magdalena cerca de Gamarra.
- Río Páez. Nace en la Cordillera Occidental, en el Nevado del Huila, a 5700 m, atraviesa los municipios de Inzá, en el Cauca, y La Plata, Nátaga y Tesalia en el Huila, y se une al Magdalena en el municipio de Paicol, a 650 m, en la represa del Quimbo, con un caudal irregular por las lluvias, con máximos de 130 m³/s. Su cuenca ocupa unos 5200 km2 y tiene una longitud de cerca de 200 km. El río Páez es famoso porque el 6 de junio de 1994, un terremoto de 6,4 grados Richter provocó una avalancha que causó en los departamentos de Cauca y Huila 1100 muertos y 500 desaparecidos.[9]

## Ambiente
Los comienzos del desarrollo industrial en Colombia a principios del XX afectaron lógicamente el ambiente con problemas como la contaminación, la deforestación y las heces humanas. De ello el río Magdalena es un termómetro preciso y sensible, ya que la temperatura y otros factores influyen en este tipo de estereotipos.

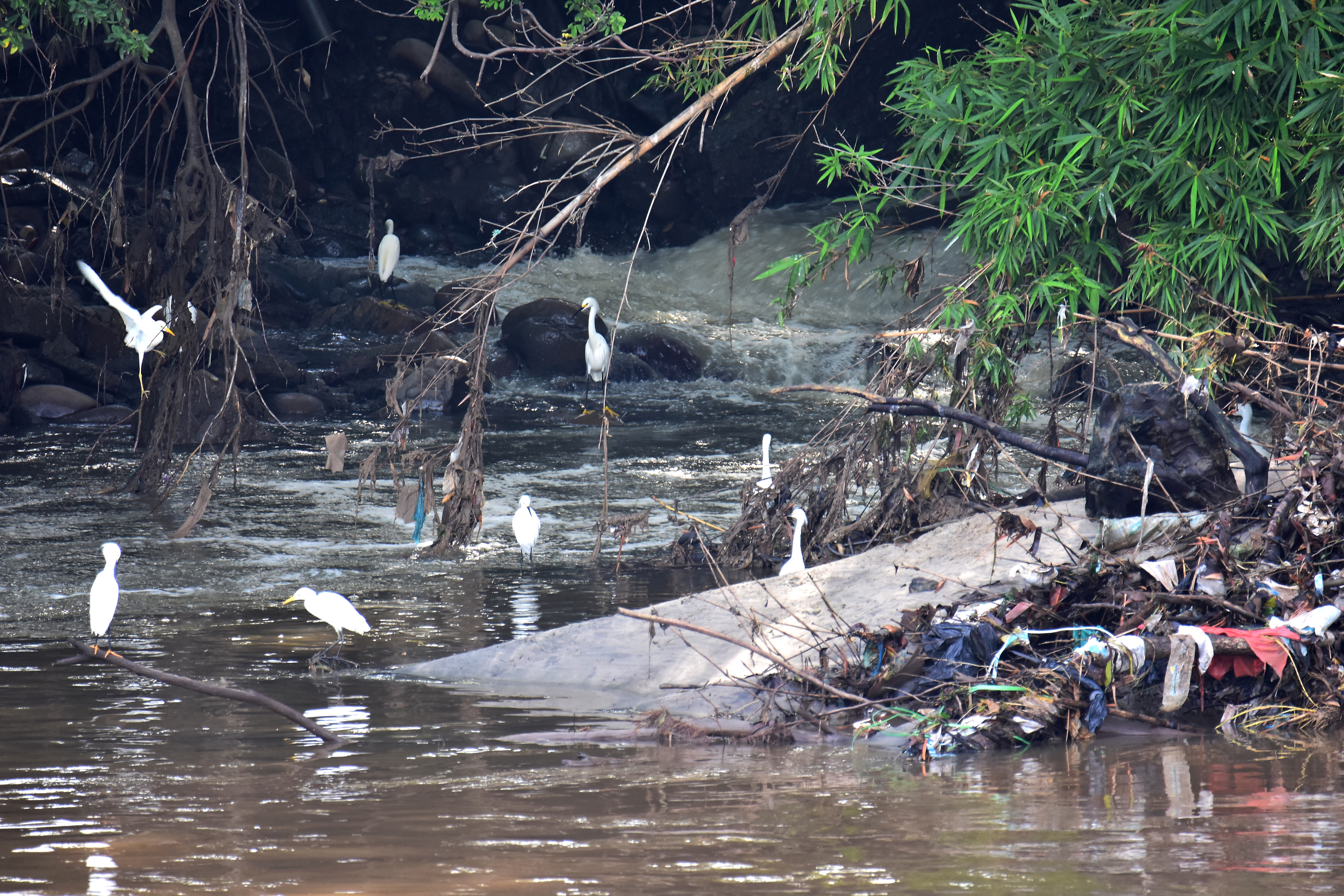
Fotografía refleja la contaminación del Río Magdalena. Foto tomada desde el puente Santander llegando a la altura de la ciudad de Neiva por la vía de Bogotá

Las épocas de intensa lluvia en Colombia han traído como consecuencias el desbordamiento del río que reclama el espacio perdido y hace pagar los precios de deforestaciones sin medida. Aún no existen en Colombia proyectos de magnitud que velen radicalmente por la protección del medio ambiente y la preservación de los recursos naturales. La riqueza en fauna y flora, a lo largo de un río que recorre regiones tan diversas y distantes, es amplia e interesante, pero la contaminación y la deforestación han hecho perder muchas especies del río asociadas la contaminación del río Bogotá que termina en el municipio de Girardot.
Neiva, la capital del Huila, es la única ciudad de Colombia que vierte la totalidad de sus aguas residuales y contaminadas al río Magdalena. Además, de los desechos agrícolas, industriales, las basuras y los desechos arrojados por los habitantes a los pequeños afluentes y al propio río contribuyen significativamente a la contaminación del río más importante del país. Todos estos contaminantes y residuos tarde o temprano llegan al mar, agravando la crisis ambiental.

## Navegación

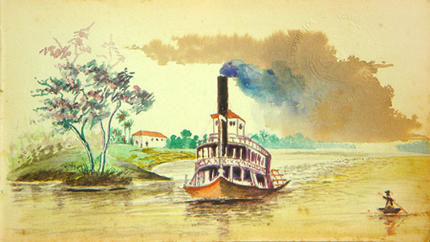
Acuarela de Santiago Cortés Sarmiento que representa la navegación a vapor por el Bajo Magdalena.

El río Magdalena fue la ruta para acceder a las zonas andinas del norte de Sudamérica: primero, en tiempos precolombinos para la incursión en la expansión de la nación Caribe, que penetró su hoya hidrográfica hacia el interior de Colombia; segundo, desde la conquista en 1501 cuando Rodrigo de Bastidas lo explora. Y tercero durante el Virreinato, por ser la vía que conducía a Santa Fe y al Virreinato del Perú por Honda, Popayán y Quito. La navegación concesionada en 1823 durante el gobierno de Francisco de Paula Santander apenas se regularizó hacia la década de 1880 y se desarrolló en la década de 1920, con el advenimiento de los Cables y Ferrocarriles Cafeteros.
Pero en tiempos de la República, este camino además de sufrir los efectos de la competencia del FFCC del Istmo (1855) y del Canal de Panamá (1914), desde 1930 entró en declive por el advenimiento del transporte carretero que, a pesar de dinamizar el mercado interno, facilitó los procesos de sedimentación con la expansión de la frontera agrícola unida a la cultura de la tala, la quema y el azadón. Y finalmente, desde 1970, el río se postra a los efectos sobre el suelo y el agua de la Revolución Verde en la agricultura, que exacerban los factores de erosión, declinando la navegación y reemplazándose por transporte carretero.

## Embalses artificiales e hidroeléctricas
Los embalses para generación de energía hidroeléctrica más grandes en superficie, en el río Magdalena son Betania y El Quimbo, los dos represan el río Magdalena, en el departamento de Huila; el de mayor volumen es Sogamoso, represa el río homónimo, afluente del Magdalena, en el departamento de Santander. 
| N.º | Nombre                  | Municipio                                          | Departamento    | Área (ha) | Capacidad total (106 m³) | Capacidad útil (106 m³) |
| --- | ----------------------- | -------------------------------------------------- | --------------- | --------- | ------------------------ | ----------------------- |
| 1   | El Quimbo               | Garzón / El Agrado                                 | Huila           | 8250      | 3205                     | 2354                    |
| 1   | Hidrosogamoso           | Girón / Zapatoca                                   | Santander       | 7000      | 4800                     | 4000                    |
| 2   | Betania                 | Yaguará                                            | Huila           | 7400      | 1970                     | 1042                    |
| 3   | Peñol                   | El Peñol                                           | Antioquia       | 6400      | 1235                     | 1169                    |
| 4   | Prado                   | Prado                                              | Tolima          | 2185      | 1100                     | 528                     |
| 5   | Salvajina               | Buenos Aires                                       | Cauca           | 2200      | 908                      | 753                     |
| 6   | Chivor                  | Santa María                                        | Boyacá          | 1200      | 758                      | 634                     |
| 7   | Tominé                  | Guatavita                                          | Cundinamarca    | 3778      | 690                      | 690                     |
| 8   | Calima                  | Calima                                             | Valle del Cauca | 1000      | 581                      | 435                     |
| 9   | Guájaro                 | Repelón                                            | Atlántico       | 16 000    | 400                      | 230                     |
| 10  | Jaguas                  | Alejandría                                         | Antioquia       | 1100      | 208                      | 170                     |
| 11  | Chuza                   | Fómeque                                            | Cundinamarca    | 537       | 220                      | 202                     |
| 12  | Miraflores              | Carolina                                           | Antioquia       | 815       | 144                      | 136                     |
| 13  | Neusa                   | Tausa                                              | Cundinamarca    | 955       | 102                      | 102                     |
| 14  | Arroyo Grande-El Playón | María La Baja / El Carmen de Bolívar / San Jacinto | Bolívar         | 1240      | 98                       | 98                      |
| 15  | Matuya                  | María La Baja                                      | Bolívar         | 1400      | 96                       | 96                      |
| 16  | Sisga                   | Chocontá                                           | Cundinamarca    | 680       | 96                       | 96                      |
| 17  | Playas                  | San Rafael                                         | Antioquia       | 3200      | 85                       | 85                      |
| 18  | Punchina                | San Carlos                                         | Antioquia       | 360       | 68                       | 52                      |
| 19  | Muña                    | Sibaté                                             | Cundinamarca    | 730       | 42                       | 41                      |
| 20  | Troneras                | Carolina                                           | Antioquia       | 465       | 41                       | 29                      |
| 21  | San Silvestre           | Barrancabermeja                                    | Santander       | 250       | 36                       | 36                      |
|     | Total                   |                                                    |                 | 67 145    | 16 883                   | 12 978                  |

## Economía
A lo largo de la historia, el río ha sido preponderante en el comercio y el intercambio de bienes: transporte, trueque, importaciones, exportaciones, pesca, aprovechamiento de las tierras aledañas al río y su natural fertilidad, hacen del río un patrón primordial en la economía nacional.
En la actualidad existen muchos embalses y represas sustentados por este río, los cuales sirven para producir y suministrar energía eléctrica para el consumo doméstico e industrial y excedentes que se exportan, de donde se obtienen importantes ingresos para la Nación. Estas hidroeléctricas no son propiedad del Estado en su totalidad ya que algunas fueron vendidas a empresarios y consorcios extranjeros o simplemente dieron permiso para la construcción, por lo tanto algunas son privadas y otras de economía mixta (sector privado y entidades estatales).

## Fauna acuática

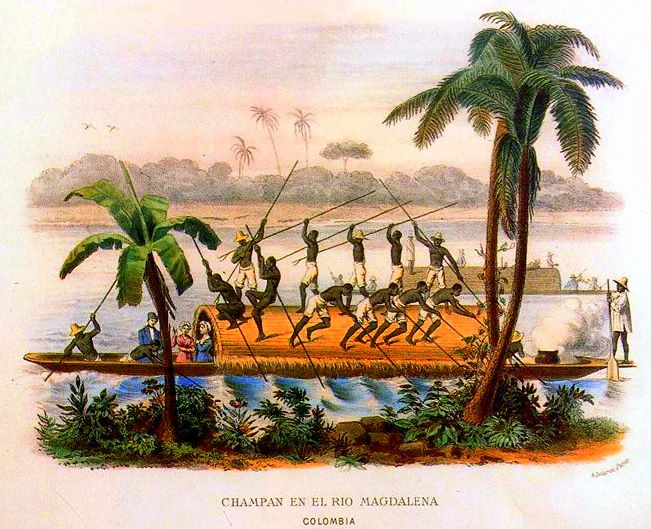
Sampán en el río Magdalena, aguatinta c. 1860 de Ramón Torres Méndez.

En este gran río colombiano, existen 290 especies de peces dulceacuícolas, de los cuales los más conocidos y comercializados son:

### Peces
- Bagre
- Bocachico o coporo
- Búrel
- Carpa
- Cucha, coroncoro o raspa canoa
- Mojarra (puede ser roja o plateada o azul)
- Tilapia (puede ser roja o negra)
- Pavón
- Trucha
- Zapatero
- Tiburón toro

## Fauna terrestre
En el río hay un alto endenismo terrestre como de aves y reptiles

### Reptiles

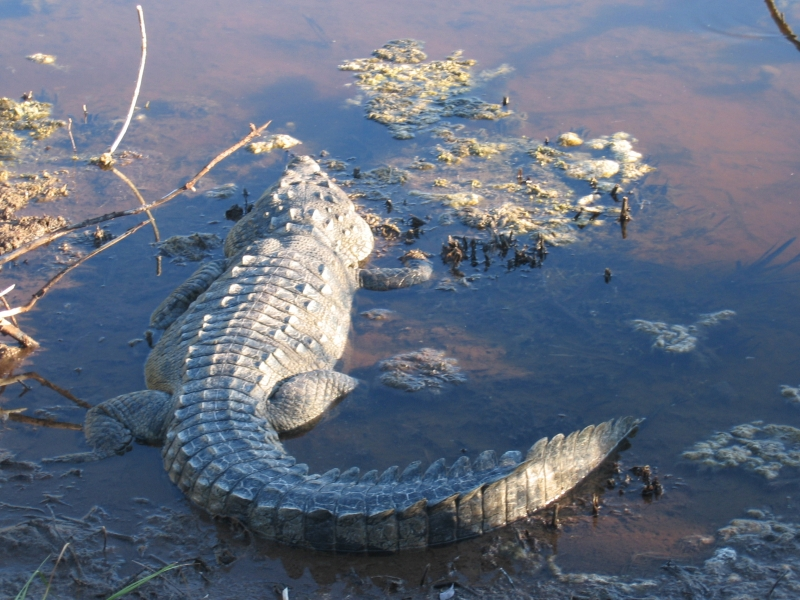
cocodrilo americano

- Cocodrilo americano
- Babilla
- Tortuga de río
- Boa constrictor
- Iguana verde
- Chelonoidis carbonaria

### Mamíferos

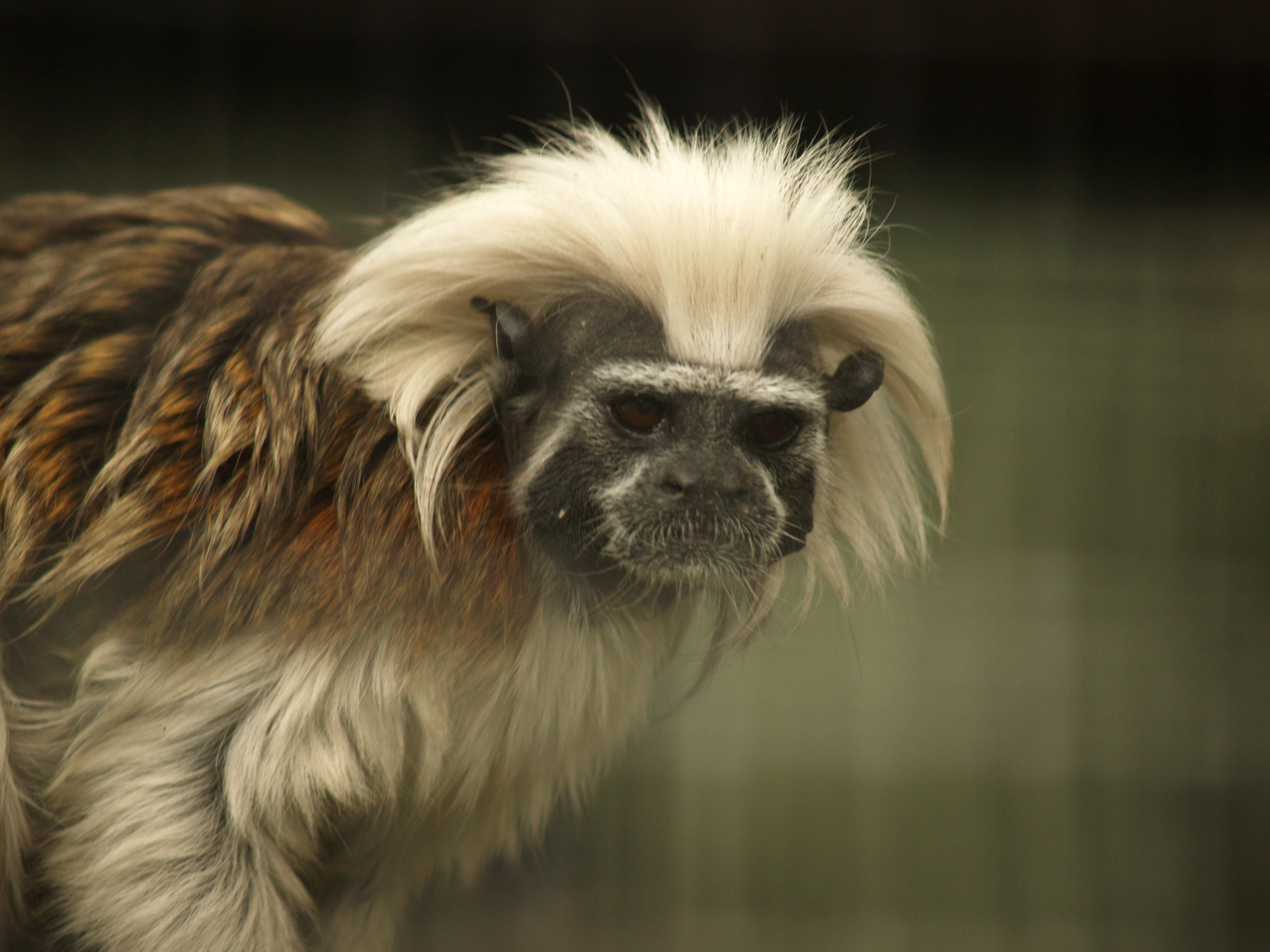
titi

- Lobo de río
- Manatí
- Tití cabeza blanca
- Rata espinosa del Magdalena
- Ratón de hierba colombiano
- Tapir colombiano
- Perezoso bayo
- Chigüiro
- Hipopótamo

### Aves

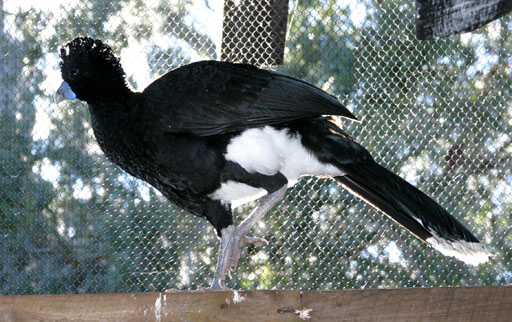
Paujil pico azul

- Pato pisingo
- Suiriri piquirojo
- Garza Blanca
- Águila pescadora
- Zampullín de pico grueso
- Torito dorsiblanco
- Paujil pico azul
- Loro real